# Гіоргі Заріа
Гіоргі Заріа (груз. გიორგი ზარია; нар. 14 липня 1997, Кутаїсі, Грузія) — грузинський футболіст, півзахисник казахського футбольного клубу «Кайрат», та національної збірної Грузії.

## Ігрова кар'єра

### Клубна
Гіоргі Заріа є вихованцем столичного клубу «Саско». У 2014 році футболіст дебютував в основі команди у турнірі Другого дивізіону.
Влітку 2015 року футболіст перейшов до тбіліського «Динамо» і першу гру в елітному дивізіоні Заріа провів у серпні 2016 року. За часи виступів у «Динамо» футболіст двічі ставав чемпіоном країни.
Перед початком сезону 2021 року Заріа приєднався до батумського «Динамо», з яким у першому ж сезоні виграв національний чемпіонат.

### Збірна
5 вересня 2021 року у матчі відбору до чемпіонату світу 2022 року проти команди Іспанії Гіоргі Заріа дебютував у складі національної збірної Грузії.

## Титули
Динамо (Тбілісі)
 Чемпіон Грузії (2): 2019, 2020
Динамо (Батумі)
 Чемпіон Грузії: 2021
 Переможець Суперкубка Грузії: 2022
Кайрат
 Чемпіон Казахстану: 2024
 Переможець Суперкубка Казахстану: 2025